# Svea Eckert

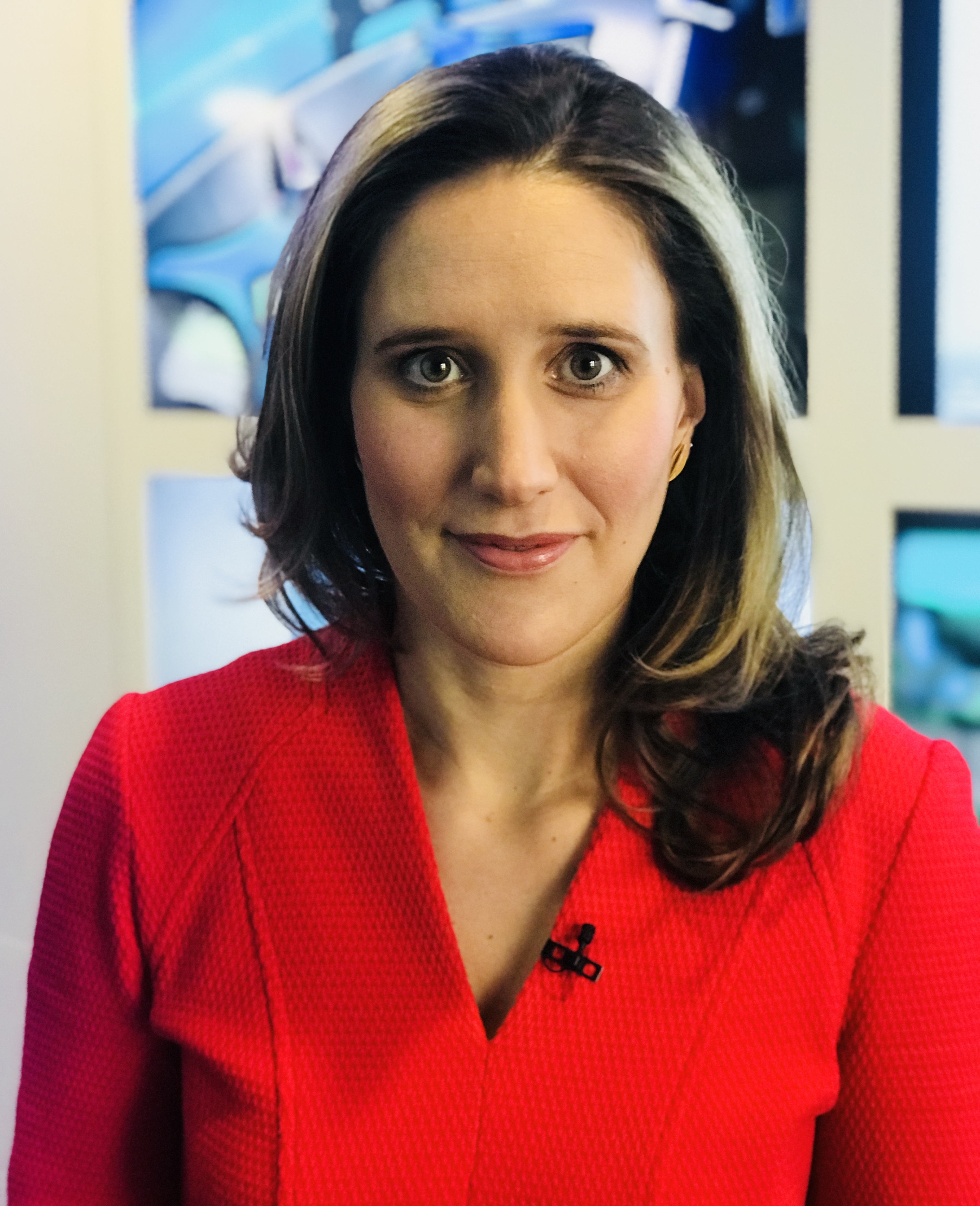
Svea Eckert

Svea Eckert (* um 1983) ist eine deutsche Journalistin und Expertin für Datenschutz und Cybersicherheit. Sie ist bekannt für ihre Arbeit im Bereich investigativer Journalismus, insbesondere für ihre Enthüllungen von Datenschutzverletzungen und Cyberkriminalität.

## Leben und Karriere
Eckert studierte Journalistik und Kommunikationswissenschaft sowie Volkswirtschaftslehre in Hamburg. Nach ihrem Abschluss volontierte sie beim Norddeutschen Rundfunk. Von 2004 bis 2007 hatte sie, im Zuge der journalistischen Nachwuchsförderung der Konrad-Adenauer-Stiftung, ein Stipendium der Stiftung inne.
Eckert arbeitete als investigative Journalistin. Sie führte eine Reihe von Recherchen durch und deckte mehrere Fälle von Datenschutzverletzungen und Cyberkriminalität auf. Seit 2007 ist sie als freie Fernseh-Reporterin und Autorin für Das Erste tätig.
2014 veröffentlichte sie das Buch „Überwacht und ausgespäht – PRISM, NSA, Facebook und Co.“ Von 2016 bis 2017 hatte sie ein Stipendium der Robert Bosch Stiftung inne, im Zuge deren Programms „Tauchgänge in die Wissenschaft“. Seit 2020 hostet sie den NDR Info Podcast „She likes tech“ (bis 2021 gemeinsam mit Eva Köhler), der gezielt Expertinnen aus der Tech-Branche einlädt, vorstellt und ein technisches Thema vertieft. Von 2021 bis 2025 gehörte Eckert der Jury des Nannen Preises für die Kategorie Investigation an.
Eckert ist Expertin in Live-Gesprächen, spricht auf nationalen und internationalen Konferenzen und moderiert Podiumsdiskussionen.

## Auszeichnungen
- 2017: 3. Preis des Helmut-Schmidt-Journalistenpreises zusammen mit Jasmin Klofta und Jan Lukas Strozyk für ihre NDR-Produktion „Nackt im Netz: Millionen Nutzer ausgespäht“[8]
- 2018: 3. Preis des Goethe-Preis für wissenschafts- und hochschulpolitischen Journalismus als Teil des Autorenteam der Süddeutschen Zeitung und des Norddeutschen Rundfunks (Peter Hornung zusammen mit Svea Eckert, Till Krause und Katrin Langhans) für „Das Scheingeschäft - Angriff auf die Wissenschaft“ veröffentlicht im SZ-Magazin[9]
- 2020: Datenschutz Medienpreis des Berufsverbandes der Datenschutzbeauftragten Deutschlands zusammen mit Henning Wirtz für den Video-Beitrag „Smart Speaker: Wobei Alexa, Siri & Co. heimlich mithören“ veröffentlicht von STRG F[10]
- 2020: Deutscher Journalistenpreis in der Kategorie IT & Kommunikation zusammen mit Maximilian Zierer, Rebecca Ciesielski, Uli Köppen, Verena Nierle, Maximilian Richt, Robert Schöffel, Jan Lukas Strozyk und Hakan Tanriverdi für „Angriff auf das Herz der deutschen Industrie“, (Bayerischer Rundfunk Online vom 24. Juli 2019)[11]

## Dokumentarfilme
- zusammen mit Anika Giese: Facebook. Milliardengeschäft Freundschaft, Die Story im Ersten, 44min (2012)
- Querdenker – Wie sich Menschen aus der Mitte radikalisieren, ARD-Dokumentarfilm, 44min (2021)
- zusammen mit Daniel Satra, Tamara Anthony, Mathias Boelinger: China – Überwachungsstaat oder Zukunftslabor?, ARD Dokumentarfilm, 44min (2021)[12]
- zusammen mit Stella Peters, Petra Nagel, Petra Blum, Tobias Dammers: Die Machtmaschine – Wie Facebook und Co. Demokratien gefährden, Die Story im Ersten, 44min (2023)[13]

## Veröffentlichungen
- Überwacht und ausgespäht – PRISM, NSA, Facebook und Co. (2014, Lingen-Verlag)